# Манитиус, Макс
Макс Манитиус или Манициус (нем. Max Manitius; 23 марта 1858, Дрезден — 21 сентября 1933, Кёченброда, ныне в составе Радебойля) — немецкий историк и филолог.
Окончил Лейпцигский университет, в 1881 г. под руководством Вильгельма Арндта защитил диссертацию, посвящённую Каролингским анналам. В середине 1880-х гг. сотрудничал в издании Monumenta Germaniae Historica, одновременно начал преподавать в гимназии для девочек в Дрездене. В 1889 г. опубликовал первую книгу — «Немецкая история при саксонских и салических правителях (911—1125)» (нем. Deutsche Geschichte unter den sächsischen und salischen Kaisern (911–1125)). В дальнейшем, однако, Манитиус посвятил себя преимущественно изучению средневековой латинской словесности; итогом его многолетней работы в этой области стала трёхтомная и 2800-страничная «История латинской литературы Средних веков» (нем. Geschichte der lateinischen Literatur des Mittelalters; 1911—1931). Последняя книга Маниция, посвящённая рукописям древних авторов в средневековых библиотеках, вышла в 1935 г. посмертно и была подготовлена его сыном Карлом Манитиусом (1899—1979), также историком.
Членкор Американской академии медиевистики (1927).